# Atrofia

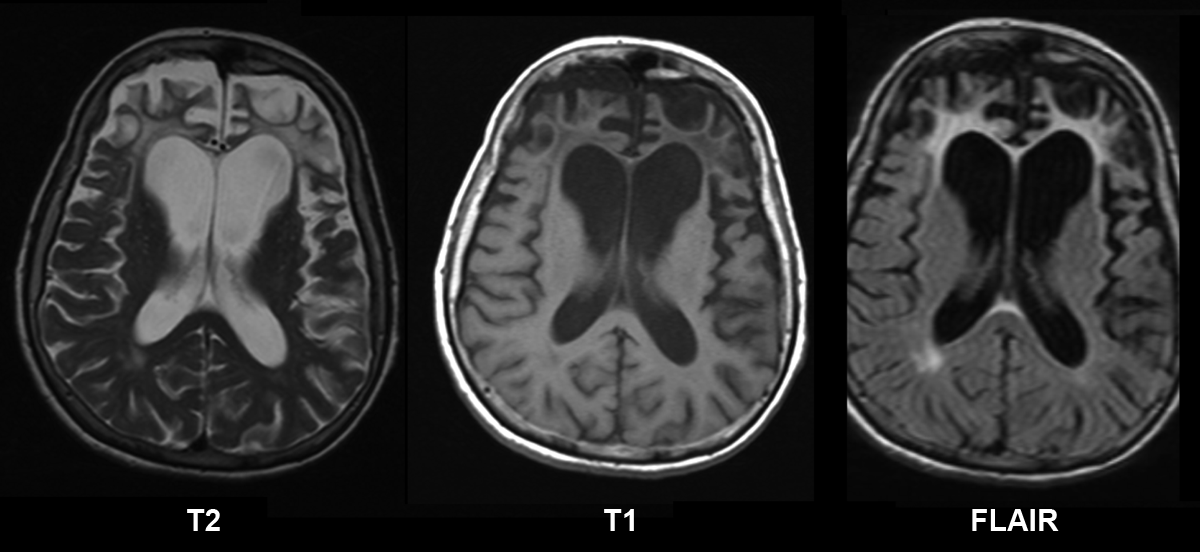
Células atingidas pela doença de Pick.

Hipotrofia e atrofia fundamenta-se na redução quantitativa dos componentes estruturais e das funções celulares, resultando em diminuição do volume das células nos órgãos atingidos. É uma forma de resposta adaptativa da célula, que podem ou não ocasionar lesões adaptativas, a novas condições impostas pelo organismo. Ela consiste na redução do tamanho celular resultante da perda de proteínas e outros materiais celulares (assim como de organelas), a redução das células se reflete também na redução do tecido ou órgão afetado. Pode também acontecer no caso de estigmatoide múltipla.
A função da atrofia é reduzir a descarga energética da célula, isto é particularmente útil em casos de isquemia ou privação de nutrientes por exemplo. As alterações atróficas podem causar lesão e morte celular, assim como podem também ativar o programa de suicídio celular (apoptose), contudo, é importante ressaltar que uma célula atrófica não está morta, apesar de ter funcionalidade reduzida. 
Este é um fenômeno que pode ocorrer de forma fisiológica — como ocorre durante o desenvolvimento embrionário, no qual algumas estruturas sofrem involução — ou de forma patológica — causada, por exemplo por uma lesão em determinado nervo motor, o que levará à atrofia do músculo inervado por ele.

## Mecanismos celulares de hipotrofia
A atrofia nas células é mediada pelos sistemas proteolíticos: hidrolases lisossómicas e principalmente a via da ubiquitina e proteossoma, no qual as proteínas a serem degradadas são conjugadas à ubiquitina e levadas ao complexo preteossoma, onde são lisadas.
A ubiquitinação é ativada por hormonas como os glicocorticóides e a hormona tireoidiana (T3 e T4), e também pelo fator de necrose tumoral (TNF)
A formação de vacúolos autofágicos é um fenómeno inerente à atrofia, sendo consequência da digestão de organela pelos lisossômos. O conhecimento deste fenómeno é importante pois dele podem surgir patologias de acúmulo intralisossomal de materiais resistentes à digestão, como por exemplo o acúmulo de grânulos de lipofuscina (pigmento originário do metabolismo de fosfolipídio).

## Causas patológicas de hipotrofia

### Hipotrofia por desuso
Este tipo de atrofia acomete principalmente ossos e músculos, e decorre de sua pouca utilização ou total inutilização. Astronautas que passam muito tempo no espaço (ambiente de baixa gravidade) desenvolvem aumento da absorção óssea, visto que os ossos estão sendo privados de esforços cotidianos como os da caminhada.
Quando há uma lesão suficientemente grande em um nervo motor levando a paralisia, os músculos inervados por esta estrutura ficam imobilizados e sofrem atrofia. Inicialmente há perda de miofibrilas e de material celular, e em estágios mais avançados há redução da população de células musculares. O mesmo ocorre na imobilização de membros fraturados, quando a imobilização é muito longa é necessário um trabalho de fisioterapia para recuperação dos músculos e ossos afetados.

### Hipotrofia por isquemia ou privação de nutrientes
Quando há oclusão parcial de uma artéria, os tecidos irrigados por ela sofrem atrofia. De maneira semelhante, uma alimentação pobre em nutrientes básicos (lipídios, carboidratos e proteínas) é responsável pelo consumo de componentes estruturais da célula para a geração de energia.

### Hipotrofia pelo corte de estímulos endócrinos
Algumas estruturas do organismo têm seu funcionamento regulado por hormônios, como é o caso das glândulas endócrinas reguladas pela hipófise. Caso os níveis séricos desses hormônios caiam, as glândulas terão sua demanda funcional reduzida, e consequentemente sofrerão atrofia.

### Hipotrofia por compressão
Tecidos comprimidos mecanicamente desenvolvem atrofia. Provavelmente isto seja resultado do fenômeno isquêmico resultante da compressão.